# Dörth
Dörth ist eine Ortsgemeinde im Rhein-Hunsrück-Kreis im deutschen Bundesland Rheinland-Pfalz. Sie gehört der Verbandsgemeinde Hunsrück-Mittelrhein an.

## Geschichte
Dörth gehörte bis zum Ende des 18. Jahrhunderts zum Gallscheider Gericht und damit zu Kurtrier. Mit der Besetzung des Linken Rheinufers 1794 durch französische Revolutionstruppen wurde der Ort französisch, 1815 wurde er auf dem Wiener Kongress dem Königreich Preußen zugeordnet. Seit 1946 ist der Ort Teil des damals neu gebildeten Landes Rheinland-Pfalz.
Im Wald Gallscheid nördlich von Dörth wurden 1851 Grabungen an den dort sichtbaren drei großen Grabhügeln durchgeführt, in denen sich der Sage nach ein goldener Wagen befinden sollte. Die Grabungen in einem 4,5 Meter hohen und im Durchmesser 27 Meter messenden Hügel fanden ohne wissenschaftliche Aufsicht statt. Die Grabausstattung war reichlich und datierte in die Keltenzeit (Latène A, 480 bis 370 v. Chr.). Es handelte sich um die Grablege eines Mannes, der mit einem zweirädrigen Wagen bestattet worden war, dessen Eisen- und Bronzebeschläge die Masse der Fundstücke bildeten. Glatte Arm- und Fingerringe sind ebenfalls typisch für diese Zeit. Außerdem hebt reiches Trink- und Essgeschirr den Fund, der als Fürstengrab von Dörth bezeichnet wird, von anderen ab. Die Funde kamen ins Alte Museum Berlin, jedoch nicht alle: Bei einer Revision der Bestände im Rheinischen Landesmuseum Bonn konnten 1978 Funde identifiziert werden, die vermutlich nachträglich auf dem Grabhügel gesammelt worden und in den Besitz des Vereins von Altertumsfreunden im Rheinlande gelangt waren.

## Politik

### Gemeinderat
Der Gemeinderat in Dörth besteht aus zwölf Ratsmitgliedern, die bei der Kommunalwahl am 9. Juni 2024 in einer Mehrheitswahl gewählt wurden, und dem ehrenamtlichen Ortsbürgermeister als Vorsitzendem.

### Bürgermeister
Jürgen Hickmann wurde am 1. Februar 2021 Ortsbürgermeister von Dörth. Da für eine am 29. November 2020 angesetzte Direktwahl kein Wahlvorschlag eingereicht wurde, oblag die Wahl gemäß rheinland-pfälzischer Gemeindeordnung dem Rat, der sich einstimmig für Hickmann entschied. Da für die Direktwahl am 9. Juni 2024 erneut kein Wahlvorschlag eingereicht wurde, obliegt die Neuwahl des Bürgermeisters dem neu gewählten Rat und ist für den 26. August 2024 vorgesehen.
Hickmanns Vorgänger Thomas Blum hatte sein Amt auf eigenen Antrag zum 31. August 2020 niedergelegt. Zuletzt war er bei der Direktwahl am 26. Mai 2019 mit einem Stimmenanteil von 54,75 % in seinem Amt bestätigt worden.

### Wappen
| Wappen von Dörth | Blasonierung: „Schild durch eine gestützte Spitze gespalten, darin ein wachsendes goldenes Kreuz, belegt mit blauem Schwert; vorne ein rotes Balkenkreuz in Silber; hinten ein silberner Balken in Rot.“ |
| Wappen von Dörth | Wappenbegründung: Das rote Kreuz ist das Wappen von Kurtrier. Mit ihm wird die ehemalige territoriale Zugehörigkeit angedeutet. Der silberne Balken auf rotem Grund ist das Wappen des Gallscheider Gerichts und deutet die Zugehörigkeit zu dem Gericht an. Die Symbole in der Mitte, das goldene Kreuz und das blaue Schwert, stehen für die Apostel Phillippus und Jakobus der Ältere, die die Patrone des Ortes sind. |

## Wirtschaft und Infrastruktur
Dörth liegt zwischen der A 61 (Ausfahrt Emmelshausen) und der Hunsrückhöhenstraße. Rund ein Kilometer außerhalb des Ortes liegt das Industriegebiet Dörth mit etwa 80 Betrieben und etwa 1000 Arbeitsplätzen.
Ab 2012 baute die Schottel GmbH auf dem Großteil des Industriegebiets auf einem acht Hektar großen Grundstück ihr neues Produktionswerk mit vier direkt nebeneinander liegenden, bis zu 270 Meter langen und bis zu 18 Meter hohen Produktionshallen für Schiffsantriebe und einem Verwaltungsgebäude für insgesamt rund 290 Beschäftigte.